# Araneus mimosicola
Araneus mimosicola este o specie de păianjeni din genul Araneus, familia Araneidae. A fost descrisă pentru prima dată de Simon, 1884.
Este endemică în Sudan. Conform Catalogue of Life specia Araneus mimosicola nu are subspecii cunoscute.